# مارن اگت
مارن اگت (آلمانی: Maren Eggert؛ زادهٔ ۳۰ ژانویهٔ ۱۹۷۴) بازیگر اهل آلمان است.
از فیلم‌ها یا برنامه‌های تلویزیونی که وی در آن نقش داشته‌است، می‌توان به آزمایش، مارسی و من آدم تو هستم اشاره کرد.
او همچنین برنده ی جایزه ی خرس نقره ای از جشنواره بین‌المللی فیلم برلین شده است.